# Cansahcab
Cansahcab é um município do estado do Iucatã, no México. Conta com uma extensão territorial de 146,90 km². A população do município calculada no censo 2005 era de 4.738 habitantes.